# Самта
Самта (також Саміта, араб. صامطة, Ṣāmiṭah) — міська громада на крайньому півдні Саудівської Аравії, складова провінції Джизан.

## Географія
Самта розташовується у межах низовини Тігама на схід від кордону з Єменом.

### Клімат
Місто знаходиться у зоні, котра характеризується кліматом тропічних пустель. Найтепліший місяць — липень із середньою температурою 34.4 °C (93.9 °F). Найхолодніший місяць — січень, із середньою температурою 25.4 °С (77.7 °F).
| Клімат Самти            | Клімат Самти | Клімат Самти | Клімат Самти | Клімат Самти | Клімат Самти | Клімат Самти | Клімат Самти | Клімат Самти | Клімат Самти | Клімат Самти | Клімат Самти | Клімат Самти | Клімат Самти |
| Показник                | Січ.         | Лют.         | Бер.         | Квіт.        | Трав.        | Черв.        | Лип.         | Серп.        | Вер.         | Жовт.        | Лист.        | Груд.        | Рік          |
| Середня температура, °C | 25,4         | 26,3         | 28,4         | 30,4         | 32,4         | 33,9         | 34,4         | 34,1         | 32,9         | 30,6         | 28,2         | 26,2         | 30,3         |
| Норма опадів, мм        | 8.4          | 7.6          | 12.6         | 9.6          | 6.8          | 1.7          | 5.9          | 6            | 1.7          | 3.6          | 8.6          | 8.3          | 80.8         |
| Днів з опадами          | 0,4          | 0,2          | 0,8          | 0,1          | 0            | 0            | 0,7          | 0,8          | 0,2          | 0,3          | 0            | 0,1          | 3,6          |
| Вологість повітря, %    | 78.7         | 75.4         | 73.5         | 72.8         | 67.4         | 55.2         | 52.3         | 55.3         | 63.2         | 68.7         | 73.1         | 76.8         | 67.7         |
| ----------------------- | ------------ | ------------ | ------------ | ------------ | ------------ | ------------ | ------------ | ------------ | ------------ | ------------ | ------------ | ------------ | ------------ |
| Джерело: Weatherbase    |              |              |              |              |              |              |              |              |              |              |              |              |              |